# Вамба
Вамба (лат. Wamba; умро 682) је био визиготски краљ у Хиспанији између 672. и 680. Сама реч „вамба“ значи „велики стомак“ на готском и по свој прилици је био надимак, а не име.

## Бирање за краља
Након Рекесвинтове смрти, визиготски престо је остао без владара. Иако су се још од 633. године визиготски краљеви бирали, то јест, нису на престо долазили према наследном праву, увек је наследник или био тесно везан за самог монарха или би монарх пре своје смрти већ одредио свог наследника. Међутим, како Рекесвинт није урадио ни једно ни друго, по први пут се десило да треба заиста и да се примени електорални систем како би визиготска краљевина добила монарха.
Јулијан Толедски нам у свом делу „Историја о краљу Вамби“ детаљено описује дан када је Вамба изгласан за краља. Само што је Рекесвинт био сахрањен, угледни људи и званичници су почели једногласно да вичу да желе само Вамбу за новог краља. Кад су га нашли, бацили су се на колена пред њега молећи га да прихвати престо, међутим, он је то одбио. Затим је на сцену ступио један гроф, један од високих војних вођа, и рекао му претећим тоном да ће га убити уколико не пристане да буде краљ. Вамба, пред оваквим претњама, једино што је могао да уради било је да пристане.

## Ратови
Неколико недеља након крунисања 672. године, Вамба је морао да се суочи са устанком Хилдериха, управника Нима, који је и сам претендовао на престо. Хилдериха су подржали Гунхилд, бискуп из Магелона, као и велика група Јевреја који су устали против антсемитских прогона. Вамба је послао Флавија Паула, хиспанороманског војводу да угуши устанак. Али, кад је стигао у Нарбон, Флавије Паул је отказао послушност Вамби и и сам постао побуњеник, а његове трупе су га прогласиле краљем. Ускоро су се две побуњеничке групе удружиле.
Флавије Паул је онда послао изасланике Баскима да их наговоре на побуну. То је натерало Вамбу да сам лично поведе војску у западне Пиринеје и да покори Баске.
Неколико недеља касније, побуњени Флавије Паул био је крунисан златном круном коју је покојни краљ Рекаред поклонио цркви у Ђирони. Након тога, визиготски градови у Галији и у великом делу североисточне Хиспаније прешли су на Паулову страну. Побуна је добијала све више маха са племићима који су се супротстављали Вамби, организовали велике војске које су тукле краљевску војску на бојном пољу. У међувремену, јеврејске устаничке групе побиле су племиће који су били лојални краљу.
Као одговор, Вамба је кренуо у поход на провинције Хиспанија Тараконенсис и Нарбонску Галију, где је био центар устанка и у року од неколико дана повратио већину градова које су заузели устаници.
Године 673. Вамба је поставио опсаду тврђаве код града који се данас зове Колијур и који је био најважнија стратешка лука смештена у најјужнијем делу Француске. Овом победом, побуњеници су били одсечени од својих савезника, јеврејских трговаца и муслиманских гусара.
Када је Вамба кренуо на Нарбон, Паул је поставио војсковођу Витимера да руководи одбраном, а он сам се повукао у Ним. Али, Вамбине снаге су брзо освојиле Нарбон, а потом и Ним 3. септембра 673. Паул се предао као и друге побуњеничке вође, који су били изведени пред суд и осуђени на скалпирање и доживотни затвор.
Када је устанак угушен, Јевреји из Нарбона су били исте године прогнани. Такође је дошло и до званичног протеривања свих Јевреја који нису хтели да приме хришћанство као казна зато што су подржали устанак.
Затим је уследио период мира, а Вамба је то искористио и обновио римске зидине око Толеда (674). Такође је утврдио друге градове, као што су Ондарабија (Фуентерабија), мало село у Баскији на граници са Француском.
Током своје владавине, Вамба је такође потчинио Астуре и Руконе (Лугоне) и прикључио их новој провинцији. Астури и Рукони су се борили против визиготске доминације још од 5. века кад су Визиготи стигли на Иберијско полуострво.
Међутим, појавили су се нови непријатељи на вратима Визиготског царства, Сарацени. Хроника Алфонса III говори о нападу Сарацена са 270 бродова који су сви до једног били спаљени. С једне стране, мало је вероватан напад ових размера, а с друге стране, ни један други извор га не спомиње. Међутим, сасвим је могуће да је било мањих сараценских напада овог типа. Хроника из 754. године, која даје детаљан опис Вамбине владавине, говори о томе како су „Маври већ дуже време нападали Андалузију и уништавали многе градове“.
Законици и декрети из тог доба потврђују да је мир и сигурност краљевине је била све уздрманија како су сараценски напади постајали све чешћи. Вамба је на примр, издао декрет којим се наређује да сви поданици краљевства, без обзира на веру, па чак и ако припадају свештенству, морају бранити земљу од спољних нападача. Овај закон је направљен у циљу спречавања дезертерства. Део закона гласи: „Јер, кад год непријатељ нападне провинције нашег краљевства (...) многи који живе на граници (...) нестану...“ Овај текст такође доказује да су напади били и те како чести.
Да је дезертерство било озбиљан проблем у Визиготској краљевини говори други Вамбин проглас којим се ослобађају робови како би се попунили војни редови. Ово такође говори о слабом одзиву добровољаца међу Хиспанороманима који су чинили главнину становништва којим су владали визиготски племићи.
Током грађанског рата који је делимично изазван покушајима да се уведу реформе у структуру војске, Вамба је био отрован у Памплијеги, месту близу Бургоса, по Ервигиној наредби. Ова завера је извршена уз помоћ Јулијана Толедског, који је након тога постао духовни вођа визиготске цркве у знак захвалности за своје заслуге. Међутим, Јулијан је сачувао сећање на Вамбу написавши књигу „Историја краља Вамбе“ (лат. Historia Wambae regís).
Од Вамбине смрти па до потпуне пропасти Визиготског краљевства 711. године, краљевство су потресали унутрашњи сукоби и борбе за власт.